# Abadan, Turkmenistan
Abadan  este un oraș  în partea de sud a  Turkmenistanului, în provincia Ahal. Orașul a fost fondat în 1963 și în rusă a avut numele de Bezmein.